# Удон (река)
Удон (фр. Oudon) је река у Француској. Дуга је 103 km. Улива се у Мајен. 